# Albert Ray
Albert Ray (28 de agosto de 1897 – 5 de febrero de 1944) fue un director, actor y guionista cinematográfico de nacionalidad estadounidense.

## Biografía
Nacido en New Rochelle, Nueva York, tras finalizar sus estudios, Ray fue actor teatral en representaciones de teatro de verano, y actuó en el Harlem Opera House de la ciudad de Nueva York. 
Como director cinematográfico, se inició rodando en la Costa Este cortometrajes para los estudios Pathé. En 1915 fue a Hollywood, donde se centró en labores de dirección, aunque también hizo actuaciones hasta el año 1922. Trabajó en comedias de Ben Turpin rodadas para Vogue Pictures, dirigiendo posteriormente en la unidad Sunshine Comedies de Fox Film Corporation. Además, en Paramount Pictures formó parte del departamento de cortometrajes de la compañía.
En sus últimos años, entre sus películas figuran varios títulos western de serie B protagonizados por Johnny Mack Brown. En total, a lo largo de su carrera dirigió 76 filmes, actuando en 18. 
Falleció en 1944 en Los Ángeles, California. Fue enterrado en el Cementerio Forest Lawn Memorial Park de Glendale, California. Había estado casado con la actriz Roxana McGowan, con la que tuvo dos hijos y de la que se divorció más adelante.

## Selección de su filmografía
- When Do We Eat? (1918)
- The Night Riders (1920)
- The Ugly Duckling (1920)
- None But the Brave (1928)
- Unholy Love (1932)
- A Shriek in the Night (1933)
- Dizzy Doctors (1937)
- The Cheaters (1945)